# Grupp 222
Grupp 222 var en svensk påtryckargrupp och nätverk inom jämställdhetsfrågor som var aktiv under 1960-talet.
Grupp 222 fick sitt namn efter Annika Baudes bostad på Alviksvägen 222 i Bromma i västra Stockholm, där gruppen bildades i februari 1964. Den träffades regelbundet under några år och upplöstes 1968, ungefär samtidigt som Grupp 8 bildades. Gruppen diskuterade ämnen som kvinnors rätt till förvärvsarbete, familjebeskattning, barnomsorg och könsroller inom skolan. Den hade betydelse för genomförandet av familjepolitiska reformer som avskaffandet av sambeskattningen och införandet av gemensam lägsta giftermålsålder för män och kvinnor.[källa behövs]
I den löst sammansatta gruppen runt Annika Baude på ett 30-tal personer ingick socialvetare, mediepersoner och politiker, främst socialdemokrater och folkpartister, som Eva Moberg, Anita Gradin, Edmund Dahlström, Stig Fredrikson, Rita Liljeström, Gabriel Romanus, Monica Boëthius, Gertrud Sigurdsen, Barbro Backberger och Siv Thorsell.